# Discografia dei Trivium
La discografia dei Trivium, gruppo musicale statunitense in attività dal 1999, si compone di dieci album in studio, cinque EP, tre demo e quarantuno singoli.

## Album in studio
| Titolo | Classifiche | Classifiche | Classifiche | Classifiche | Classifiche | Classifiche | Classifiche | Classifiche | Classifiche | Classifiche | Classifiche | Certificazione |
| Titolo | US          | AUS         | AUT         | CAN         | FRA         | GER         | IRL         | JPN         | NZL         | SWI         | UK          | Certificazione |
| --- | ----------- | ----------- | ----------- | ----------- | ----------- | ----------- | ----------- | ----------- | ----------- | ----------- | ----------- | -------------- |
| Ember to Inferno - Pubblicazione: 14 ottobre 2003 - Etichetta: Lifeforce - Formati: CD, download digitale               | —           | —           | —           | —           | —           | —           | —           | —           | —           | —           | —           |                |
| Ascendancy - Pubblicazione: 15 marzo 2005 - Etichetta: Roadrunner - Formati: CD, download digitale                      | 151         | —           | —           | —           | —           | —           | —           | —           | —           | —           | 79          | - UK: Oro      |
| The Crusade - Pubblicazione: 10 ottobre 2006 - Etichetta: Roadrunner - Formati: CD, LP, download digitale               | 25          | 14          | 44          | 23          | 115         | 23          | 12          | 46          | 31          | 92          | 7           | - UK: Oro      |
| Shogun - Pubblicazione: 30 settembre 2008 - Etichetta: Roadrunner - Formati: CD, LP, download digitale                  | 23          | 4           | 30          | 19          | 75          | 27          | 30          | 17          | 28          | 42          | 17          | - UK: Argento  |
| In Waves - Pubblicazione: 9 agosto 2011 - Etichetta: Roadrunner - Formati: CD, CD+DVD, LP, download digitale            | 13          | 9           | 17          | 24          | 74          | 8           | 26          | 6           | 12          | 24          | 16          |                |
| Vengeance Falls - Pubblicazione: 15 ottobre 2013 - Etichetta: Roadrunner - Formati: CD, LP, download digitale           | 15          | 8           | 10          | 12          | 78          | 10          | 39          | 2           | 25          | 27          | 23          |                |
| Silence in the Snow - Pubblicazione: 2 ottobre 2015 - Etichetta: Roadrunner - Formati: CD, LP, download digitale        | 19          | 7           | 11          | 8           | 81          | 12          | 33          | 41          | 21          | 19          | 19          |                |
| The Sin and the Sentence - Pubblicazione: 20 ottobre 2017 - Etichetta: Roadrunner - Formati: CD, LP, download digitale  | 23          | 4           | 10          | 11          | 71          | 12          | 35          | 59          | 33          | 21          | 18          |                |
| What the Dead Men Say - Pubblicazione: 24 aprile 2020 - Etichetta: Roadrunner - Formati: CD, LP, download digitale      | 35          | 5           | 4           | 43          | 165         | 4           | 5           | 66          | —           | 10          | 12          |                |
| In the Court of the Dragon - Pubblicazione: 8 ottobre 2021 - Etichetta: Roadrunner - Formati: CD, LP, download digitale | 71          | 9           | 7           | —           | 94          | 7           | 69          | 46          | —           | 4           | 20          |                |

## Demo
| Titolo                                                                            |
| --------------------------------------------------------------------------------- |
| Ruber - Pubblicazione: 2001 - Etichetta: indipendente - Formati: CD               |
| Trivium - Pubblicazione: 11 febbraio 2003 - Etichetta: indipendente - Formati: CD |
| Flavus - Pubblicazione: 2004 - Etichetta: indipendente - Formati: CD              |

## Extended play
| Titolo |
| --- |
| Shogun EP - Pubblicazione: 2008 - Etichetta: Roadrunner - Formati: vinile 10"                                                       |
| Live from Chapman Studios - Pubblicazione: 2011 - Etichetta: Roadrunner - Formati: vinile 10"                                       |
| Deadmen and Dragons - Pubblicazione: 22 settembre 2021 - Etichetta: Metal Hammer - Formati: CD                                      |
| European Tour 2023 (split con gli Heaven Shall Burn) - Pubblicazione: 23 dicembre 2022 - Etichetta: Roadrunner - Formati: vinile 7" |
| Struck Dead - Pubblicazione: 31 ottobre 2025 - Etichetta: Roadrunner - Formati: vinile 7", download digitale                        |

## Singoli
| Anno | Titolo                                     | Classifiche  | Classifiche   | Classifiche | Classifiche | Album di provenienza       |
| Anno | Titolo                                     | US Act. Rock | US Main. Rock | UK          | UK Rock     | Album di provenienza       |
| ---- | ------------------------------------------ | ------------ | ------------- | ----------- | ----------- | -------------------------- |
| 2005 | Like Light to the Flies                    | —            | —             | —           | —           | Ascendancy                 |
| 2005 | Pull Harder on the Strings of Your Martyr  | —            | —             | —           | —           | Ascendancy                 |
| 2005 | A Gunshot to the Head of Trepidation       | —            | —             | —           | —           | Ascendancy                 |
| 2005 | Dying in Your Arms                         | —            | —             | —           | —           | Ascendancy                 |
| 2006 | Entrance of the Conflagration              | —            | —             | —           | —           | The Crusade                |
| 2006 | Anthem (We Are the Fire)                   | —            | —             | 40          | 1           | The Crusade                |
| 2007 | The Rising                                 | 30           | 32            | —           | —           | The Crusade                |
| 2007 | Becoming the Dragon                        | —            | —             | —           | —           | The Crusade                |
| 2008 | Kirisute Gomen                             | —            | —             | —           | —           | Shogun                     |
| 2008 | Into the Mouth of Hell We March            | —            | —             | —           | —           | Shogun                     |
| 2009 | Down from the Sky                          | —            | —             | —           | —           | Shogun                     |
| 2009 | Throes of Perdition                        | —            | —             | —           | —           | Shogun                     |
| 2010 | Shattering the Skies Above/Slave New World | —            | —             | —           | —           | God of War: Blood & Metal  |
| 2011 | In Waves                                   | —            | —             | —           | 31          | In Waves                   |
| 2011 | Forsake Not the Dream                      | —            | —             | —           | —           | In Waves                   |
| 2011 | Built to Fall                              | 37           | —             | —           | —           | In Waves                   |
| 2012 | Black                                      | 35           | 40            | —           | —           | In Waves                   |
| 2013 | Brave This Storm                           | —            | —             | —           | —           | Vengeance Falls            |
| 2013 | Strife                                     | 35           | 24            | —           | 35          | Vengeance Falls            |
| 2013 | Losing My Religion                         | —            | —             | —           | —           | Vengeance Falls            |
| 2014 | Villainy Thrives                           | —            | 40            | —           | —           | Vengeance Falls            |
| 2015 | Silence in the Snow                        | —            | —             | —           | —           | Silence in the Snow        |
| 2015 | Blind Leading the Blind                    | —            | —             | —           | —           | Silence in the Snow        |
| 2015 | Until the World Goes Cold                  | —            | 10            | —           | —           | Silence in the Snow        |
| 2016 | Dead and Gone                              | —            | 24            | —           | —           | Silence in the Snow        |
| 2017 | The Sin and the Sentence                   | —            | —             | —           | —           | The Sin and the Sentence   |
| 2017 | The Heart from Your Hate                   | —            | 25            | —           | —           | The Sin and the Sentence   |
| 2017 | Betrayer                                   | —            | —             | —           | —           | The Sin and the Sentence   |
| 2018 | Endless Night                              | —            | 28            | —           | —           | The Sin and the Sentence   |
| 2019 | Pillars of Serpents                        | —            | —             | —           | —           | The Sin and the Sentence   |
| 2019 | I Don't Wanna Be Me                        | —            | —             | —           | —           | /                          |
| 2019 | Drowning in the Sound                      | —            | —             | —           | —           | /                          |
| 2019 | Kill the Poor                              | —            | —             | —           | —           | /                          |
| 2020 | Catastrophist                              | —            | —             | —           | —           | What the Dead Men Say      |
| 2020 | What the Dead Men Say                      | —            | —             | —           | —           | What the Dead Men Say      |
| 2020 | Amongst the Shadow & the Stones            | —            | —             | —           | —           | What the Dead Men Say      |
| 2020 | Bleed into Me                              | —            | 28            | —           | —           | What the Dead Men Say      |
| 2021 | In the Court of the Dragon                 | —            | —             | —           | —           | In the Court of the Dragon |
| 2021 | Feast of Fire                              | —            | 18            | —           | —           | In the Court of the Dragon |
| 2021 | The Phalanx                                | —            | —             | —           | —           | In the Court of the Dragon |
| 2023 | Implore the Darken Sky                     | —            | —             | —           | —           | European Tour 2023         |
| 2025 | Bury Me with My Screams                    | —            | —             | —           | —           | Struck Dead                |

## Video musicali
| Anno | Titolo                                    | Regista           |
| ---- | ----------------------------------------- | ----------------- |
| 2004 | Like Light to the Flies                   | Dale Resteghini   |
| 2005 | Pull Harder on the Strings of Your Martyr | Dale Resteghini   |
| 2005 | A Gunshot to the Head of Trepidation      | Shane Drake       |
| 2006 | Dying in Your Arms                        | Bill Yukich       |
| 2006 | Entrance of the Conflagration             | Dale Resteghini   |
| 2006 | Anthem (We Are the Fire)                  | Nathan Cox        |
| 2007 | The Rising                                | Artificial Army   |
| 2007 | To the Rats                               | Jim Parsons       |
| 2007 | Becoming the Dragon                       | Ramon Boutviseth  |
| 2008 | Down from the Sky                         | Ramon Boutviseth  |
| 2009 | Throes of Perdition                       | Ramon Boutviseth  |
| 2010 | Shattering the Skies Above                | Paolo Gregoletto  |
| 2010 | Slave New World                           | Paolo Gregoletto  |
| 2011 | In Waves                                  | Ramon Boutviseth  |
| 2011 | Built to Fall                             | Ramon Boutviseth  |
| 2012 | Watch the World Burn                      | Jonpaul Douglass  |
| 2013 | Strife                                    | Ramon Boutviseth  |
| 2015 | Silence in the Snow                       | Jonpaul Douglass  |
| 2015 | Blind Leading the Blind                   | Jonpaul Douglass  |
| 2015 | Until the World Goes Cold                 | Jonpaul Douglass  |
| 2016 | Dead and Gone                             | Jonpaul Douglass  |
| 2017 | The Sin and the Sentence                  | sconosciuto       |
| 2017 | The Heart from Your Hate                  | Jonpaul Douglass  |
| 2017 | Thrown into the Fire                      | Andy J. Scott     |
| 2018 | Beyond Oblivion                           | John Deeb         |
| 2018 | Endless Night                             | John Deeb         |
| 2018 | The Wretchedness Inside                   | sconosciuto       |
| 2020 | Catastrophist                             | Ryan Mackfall     |
| 2020 | What the Dead Men Say                     | Ryan Mackfall     |
| 2020 | Bleed into Me                             | Nadav Rotem       |
| 2021 | In the Court of the Dragon                | Ryan Mackfall     |
| 2021 | Feast of Fire                             | John Deeb         |
| 2021 | The Phalanx                               | ESO Team, Trivium |
| 2022 | The Shadow of the Abattoir                | Pavel Trebukhin   |
| 2023 | Implore the Darken Sky                    | Black Card Films  |
| 2023 | No Way Back Just Through                  | Black Card Films  |
| 2025 | Dying in Your Arms                        | sconosciuto       |
| 2025 | Bury Me with My Screams                   | Black Card Films  |